# Flacey (Eure-et-Loir)
Flacey é uma comuna francesa na região administrativa do Centro, no departamento de Eure-et-Loir. Estende-se por uma área de 13,99 km². Em 2010 a comuna tinha 216 habitantes (densidade: 15,4 hab./km²).